# Chipley
La ville de Chipley est le siège du comté de Washington, dans l’État de Floride, aux États-Unis. Sa population s’élevait à 3 605 habitants lors du recensement de 2010, estimée à 3 580 habitants en 2016.

## Histoire
Fondée en 1882 sous le nom d’Orange, la ville a été renommée Chipley en hommage à l’homme d’affaires et politicien William Dudley Chipley.

## Démographie
| 1890 | 1900 | 1910  | 1920  | 1930  | 1940  |
| ---- | ---- | ----- | ----- | ----- | ----- |
| 354  | 652  | 1 099 | 1 806 | 1 878 | 2 167 |

| 1950  | 1960  | 1970  | 1980  | 1990  | 2000  |
| ----- | ----- | ----- | ----- | ----- | ----- |
| 2 959 | 3 159 | 3 347 | 3 330 | 3 866 | 3 592 |

| 2010  | - | - | - | - | - |
| ----- | - | - | - | - | - |
| 3 605 | - | - | - | - | - |

## Source
- (en) Cet article est partiellement ou en totalité issu de l’article de Wikipédia en anglais intitulé « Chipley, Florida » (voir la liste des auteurs).